# La Oterito nel suo camerino
La Oterito nel suo camerino (La Oterito en su camerino) è un ritratto realizzato da Ignacio Zuloaga all'inizio del 1936. La protagonista di questo ritratto sensuale è la cupletista e ballerina Eulalia Franco (1890-?), nota artisticamente come La Bella Oterito (perché il suo stile e il suo fisico ricordavano La Bella Otero), una delle più note e di successo del gruppo di artiste sicalittiche alla moda che ebbero successo nei primi due decenni del secolo ventesimo, tutte dimenticate in seguito. Il quadro suscitò uno scandalo e, di conseguenza, nacquero molte voci su una relazione tra i due artisti. L'opera si trova in una collezione privata. 
Nel 2024 l'opera è stata esposta a una mostra sui nudi artistici dipinti spagnoli tra il 1870 e il 1970, svoltasi al museo Carmen Thyssen di Malaga.

## Descrizione
L'opera è un olio su tela di 170 x 120 centimetri che è dominato dal chiaroscuro. L'effigiata si trova nel camerino del suo teatro, seduta di fronte alla toletta. La donna che allora era ancora un'icona sessuale è completamente nuda eccetto per una giacchetta da torero, le scarpe rosse dal tacco alto e il copricapo di fiori, ed è seduta sul suo vestito arruffato. Il suo comportamento non mostra alcuna vergogna, in quanto guarda direttamente lo spettatore, posando sicura; era qualcosa di scandaloso in quegli anni.
La luce mette in risalto la nudità della donna, mentre il resto del camerino è in penombra. Gli indumenti della donna, con i quali si è esibita, sono spagnoli e si ispirano a quelli andalusi. Il colore rosso è particolarmente suggestivo: si ritrova nelle scarpe, nei fiori che ornano la testa, nella giacchetta, nel fiore nella mano...
Lo specchio accanto alla modella riflette il suo profilo, dando una profondità al quadro. L'abito e la tenda esprimono il gusto popolare per il folclore andaluso e la composizione generale è un omaggio al barocco spagnolo che il pittore ammirava. Il museo d'arte di Cordova possiede un disegno precedente alla realizzazione della tela, a carboncino su carta, che ritrae la cupletista in piedi che balla, nuda tranne per la giacchetta da torero, mentre suona delle nacchere.

## Analisi
Non si sa con esattezza quando Zuloaga conobbe La Oterito. Nel 2012, la casa d'aste londinese Sotheby's cercò di vendere il quadro che, secondo il catalogo, rappresentava la storia d'amore proibita tra il pittore sposato e la cantante; ma la data era impossibile, poiché nel 1936 l'artista si trovava a Parigi. Allora il pittore aveva sessantasei anni e la guerra era sul punto di scoppiare in Spagna. Secondo lo stesso catalogo, per esprimere questa relazione la donna terrebbe un garofano rosso nella sua mano destra. Per completare meglio questo racconto fittizio, il catalogo indica che nel quadro sul muro retrostante si può vedere un ritratto dello stesso Zuloaga, che da giovane fu un torero per breve tempo.
Tuttavia, l'incontro tra i due a Parigi potrebbe essere avvenuto realmente negli anni 1910, perché entrambi si trovavano lì in quel momento, lui come residente e lei durante una tourneé.